# Méfou-et-Afamba
Departament Méfou-et-Afamba – departament w Regionie Centralnym w Kamerunie ze stolicą w Mfou. Na powierzchni 3 338 km² żyje około 89,8 tys. mieszkańców.